# Бирманска кампания
Бирманската кампания е военна кампания на Югоизточноазиатския театър на Втората световна война, продължила от началото на 1942 до лятото на 1945 година и включваща военни действия на територията на Британска Бирма и съседни части от Британска Индия.
Бирма има голямо стратегическо значение, тъй като в първите години на войната Бирманският път се превръща в основен канал за снабдяване от Съюзниците на блокирания по море Китай. В началото на 1942 година Япония, подпомагана от Тайланд и бирмански бунтовници, завладява Бирма, изтласквайки китайските и британски сили и създавайки по-късно марионетната Държава Бирма.
През следващата година поредица нападения на Съюзниците протичат с променлив успех, като те претърпяват значителни загуби, но успяват да възстановят връзките с Китай. През 1944 година най-тежката операция на кампанията включва масирано настъпление на Съюзниците и японска контраофанзива, която навлиза в Британска Индия. В последния активен сезон на кампанията, продължил до лятото на 1945 година, Съюзниците настъпват по няколко направления и успяват да овладеят цялата територия на Бирма.